# Lista de membros correspondentes da Academia Brasileira de Ciências empossados em 2014
Esta lista contém os nomes dos membros correspondentes da Academia Brasileira de Ciências empossados em 2014. 
| Imagem | Nome                        | Datas de nascimento e falecimento | Local de nascimento | Área de especialização | Alma mater                                | Data de posse         | Conhecido por | Referências |
| ------ | --------------------------- | --------------------------------- | ------------------- | ---------------------- | ----------------------------------------- | --------------------- | --- | ----------- |
|        | Björn Kjerfve               | 11 de abril de 1944               | Suécia              | Ciências da Terra      | Universidade do Sul da Geórgia, EUA       | 01 de janeiro de 2014 | Recebeu o Prêmio Jabuti por Princípios de Oceanografia Física de Estuários, com L.B. Miranda e B.M. Castro (2003).  | [ 2 ]       |
|        | David John Randall          | 15 de setembro de 1938            | Reino Unido         | Ciências Biológicas    | Universidade de Southampton, Reino Unido  | 01 de janeiro de 2014 | É membro da Sociedade Real do Canadá (1981).                                                                        | [ 3 ]       |
|        | Douglas Taylor Golenbock    | 27 de julho de 1954               | EUA                 | Ciências Biomédicas    | Universidade de Michigan, EUA             | 01 de janeiro de 2014 | Trabalhou com Luiz Hildebrando Pereira da Silva e Ricardo Gazzinelli.                                               | [ 4 ]       |
|        | Eduardo Luis Fabiano Franco | 26 de março de 1953               |                     | Ciências da Saúde      |                                           | 01 de janeiro de 2014 | É membro da Sociedade Real do Canadá (2011).                                                                        | [ 5 ]       |
|        | Frédéric Checler            | 13 de agosto de 1957              | França              | Ciências Biomédicas    |                                           | 01 de janeiro de 2014 | É membro da Academia Francesa de Ciências (2013).                                                                   | [ 6 ]       |
|        | Henrique Sarmento Malvar    | 25 de junho de 1957               |                     | Ciências da Engenharia | UnB                                       | 01 de janeiro de 2014 | | [ 7 ]       |
|        | José Alexandre Scheinkman   | 14 de janeiro de 1948             |                     | Ciências Sociais       | UFRJ                                      | 01 de janeiro de 2014 | É membro da Academia Nacional de Ciências dos Estados Unidos. Docteur honoris causa pela Université Paris-Dauphine. | [ 8 ]       |
|        | Kurt Wüthrich               | 10 de abril de 1938               | Aarberg, Suíça      | Ciências Biomédicas    | Universidade de Berna, Suíça              | 01 de janeiro de 2014 | Nobel de Química (2002) com John Fenn e Koichi Tanaka.                                                              | [ 9 ]       |
|        | Marc Van Montagu            | 10 de novembro de 1933            | Gent, Bélgica       | Ciências Agrárias      |                                           | 06 de maio de 2014    | | [ 10 ]      |
|        | Nicholas Farrell            | 24 de abril de 1948               | Irlanda             | Ciências Químicas      | Universidade de Dublin, Irlanda           | 01 de janeiro de 2014 | | [ 11 ]      |
|        | Sadik Kakaç                 | 10 de janeiro de 1932             | Turquia             | Ciências da Engenharia | Universidade Técnica de Istambul, Turquia | 01 de janeiro de 2014 | Doutor Honoris Causa pela Universidade de Reims, França (1999).                                                     | [ 12 ]      |
|        | Stefan Laufer               | 16 de dezembro de 1959            | Alemanha            | Ciências Químicas      | Universidade de Ratisbona, Alemanha       | 06 de maio de 2014    | | [ 13 ]      |
|        | Victor Hugh Perry           | 18 de abril de 1952               |                     | Ciências Biomédicas    |                                           | 06 de maio de 2014    | | [ 14 ]      |
|        | Walter Soares Leal          | 02 de fevereiro de 1954           |                     | Ciências Biomédicas    | UFPE                                      | 01 de janeiro de 2014 | | [ 15 ]      |
|        | Xiao-Lin Wang               | 4 de agosto de 1963               | China               | Ciências da Terra      | Universidade de Jilin, China              | 06 de maio de 2014    | | [ 16 ]      |
|        | Yves Pierre Petroff         | 16 de janeiro de 1937             | França              | Ciências Físicas       | ENS Paris, França                         | 01 de janeiro de 2014 | Apoiou a criação do LNLS. Foi diretor científico e atualmente diretor-chefe deste laboratório nacional (2018-).     | [ 17 ]      |